# 雅克貝爾冰川
77°44′S 148°17′W / 77.733°S 148.283°W
雅克貝爾冰川（英語：Jacobel Glacier）是南極洲的冰川，位於瑪麗伯德地，處於赫爾希嶺以南，全長50公里，最終注入蘇茲貝格灣，現時由南極條約體系管理。